# Marija Veger
Marija Veger, coniugata Demšar (in serbo Марија Вегер-Демшар?; Novi Sad, 26 dicembre 1947), è un'ex cestista jugoslava.
Era la moglie di Ladislav Demšar.

## Carriera
Con la Jugoslavia ha disputato i Campionati mondiali del 1967 e sette edizioni dei Campionati europei (1966, 1968, 1970, 1972, 1974, 1976, 1978).